# 고승완 (컬링 선수)
고승완(1981년 12월 4일~)은 대한민국의 컬링 선수이다. 